# Maksym III Manasses
Maksym III Manasses, gr. Μάξιμος Γ΄ (zm. 3 kwietnia 1482) – ekumeniczny patriarcha Konstantynopola w latach 1476–1481.

## Życiorys
Urodził się jako Manuel Christonymos (Μανουήλ Χριστώνυμος) na Peloponezie. Pod patronatem Demetriusza Kyritzesa przez ponad dwadzieścia lat wywierał wpływ na życie Kościoła Konstantynopolitańskiego. Wiosną 1476 sam został wybrany patriarchą Konstantynopola. Zajął miejsce Symeona I z Trapezuntu, który był na krótko na tym urzędzie w zamian za łapówkę 2000 sztuk złota, którą podarowano sułtanowi z inicjatywy Jerzego Amirutzesa. Jego panowanie zakończyło okres kłopotów dla Kościoła prawosławnego. Maksym zmarł w dniu 3 kwietnia 1482. Jest czczony jako święty w Kościele prawosławnym. Jego święto jest 17 listopada.